# Ерез Бела Михайлівна
Бела Михайлівна Ерез (22.09.1911[джерело?]—1974) — анатом, доктор медичних наук, завідувачка кафедри анатомії Алтайського державного медичного університету (1958—1962).
Працювала доцентом-анатомом в Одесі.
1939 року на кафедрі нормальної анатомії Одеського медичного інституту захистила дисертацію на ступінь кандидата медичних наук на тему «До проблеми інтракардіальної іннервації в класах і групах хребетних» під керівництвом професора Миколи Кондратьєва.
У 1940 році працювала молодшим науковим співробітником Інституту клінічної фізіології АН УРСР.
Була запрошена асистенткою кафедри анатомії Пермського медичного інституту між 1941 і 1951 роками
Під час завідування кафедрою анатомії Алтайського державного медичного університету у 1958-1962 роках розпочала дослідження вегетативної нервової системи. Пізніше в Томському медичному інституті захистила докторську дисертацію на тему «Порівняльна анатомія екстракардіальних нервів».
У 1964—1969 роках завідувала кафедрою нормальної анатомії Медичного університету Караганди.
Надалі перейшла до Актюбінського медичного інституту, де завідувала кафедрою нормальної анатомії людини у 1969-1974 роках. Під її керівництвом розроблялася тема щодо закономірностей периферичної іннервації.

## Наукові публікації
- Эрез Б. М. К проблеме интра–кардиальной иннервации в классах и группах позвоночных : дис. ... канд. мед. наук /Эрез Белла Михайловна ; Кафедра нормальной анатомии Одес. мед. ин–та. – Одесса, [1939]. – 90 с. – Рук. проф. Н. С. Кондратьев.
- Эрез Б.М. К вопросу об иннервации сердца голубя // Доклады АН ТаджССР. 1954. Вып. 13. С. 57-63.
- Эрез, Б. М. К вопросу о внецентральных висцеро-висцеральных нервных путях между сердцем и органами грудной и брюшной полостей / Б. М. Эрез. - С .232-233. Материалы научно-методической конференции анатомов, гистологов и эмбриологов сельскохозяйственных вузов [Текст] : (17-21 июня 1963). Вып. 1 / Моск. ветеринар. акад. ; ред. А. И. Акаевский [и др.]. - М. : [б. и.], 1963. - 246 с.
- Эрез, Б. М. Сравнительная анатомия экстракардиальных нервов / Б. М. Эрез. - С .233-234 Там же.
- Эрез Б.М. Сравнительная анатомия иннервации сердца. Душанбе, 1957. 208 с.
- Материалы научной конференции морфологов Казахстана, посвященной 50-летию Советской власти / [Редкол.: Б.М. Эрез (отв. ред.) и др.] ; МЗ КазССР, Министерство высшего и среднего специального образования Казахской ССР.
- Эрез Б.М. К вопросу о природе и областях распространения главной сердечной ветви (усиливающий нерв Павлова) / Б. М. Эрез // Тезисы докл. IV Всес. съезда анат., гист. и эмбр. – Харьков, 1958. – С. 193-194